# Baronía de Sohr
La baronía de Sohr es un título nobiliario español creado el 7 de julio de 1709 por el Archiduque pretendiente Carlos de Austria a favor de Andrés Jorge de Sohr, barón en la Alta Silesia y su gentilhombre de cámara.
El título fue rehabilitado en 1911 por el rey Alfonso XIII, a favor de José de Prat y Bucelli, X conde de Berbedel.

## Barones de Sohr
|                                                        | Titular                                                | Periodo                                                |
| Creación por Archiduque pretendiente Carlos de Austria | Creación por Archiduque pretendiente Carlos de Austria | Creación por Archiduque pretendiente Carlos de Austria |
| ------------------------------------------------------ | ------------------------------------------------------ | ------------------------------------------------------ |
| I                                                      | Andrés Jorge de Sohr                                   | 1706-                                                  |
| Rehabilitación por Alfonso XIII                        |                                                        |                                                        |
| II                                                     | José de Prat y Bucelli                                 | 1911-1931                                              |
| III                                                    | José Antonio de Prat y Dupuy                           | 1931-1953                                              |
| IV                                                     | José Antonio de Prat y Gómez-Trenor                    | 1955-2022                                              |
| V                                                      | Bárbara de Prat y Guerrero                             | 2023-actual titular                                    |

## Historia de los barones de Sohr
- Andrés Jorge de Sohr, I barón de Sohr.

Rehabilitado en 1911 por:
- José de Prat y Bucelli (1856-1931), II barón de Sohr, X conde de Berbedel.

Casó con Sofía Dassi Puigmoltó. Le sucedió, de su hijo José de Prat y Dasi XI conde de Berbedel, XII vizconde de Viota de Arba que había casado con Antonia Dupuy de Lome y Pons, el hijo de ambos, por tanto su nieto:
- José Antonio de Prat y Dupuy de Lome (1915-1953), III barón de Sohr, XII conde de Berbedel.

Casó con Concepción Gómez-Trenor y Trenor. Su hijo:
- José Antonio de Prat y Gómez-Trenor (1950-Valencia, 10 de junio de 2022[1]), IV barón de Sohr, XIII conde de Berbedel, X barón de la Almolda y barón de Antillón.

Casó con Bienvenida Guerrero Ramón. Sucedió su hija en 2023:
- Bárbara de Prat y Guerrero, V baronesa de Sohr.[2]